# Frederick John Thompson
Pour les articles homonymes, voir Frederick Thompson et Thompson.
Frederick John Thompson  (21 mai 1935-7 juillet 2010) est un pêcheur, trappeur et  homme politique provincial canadien de la Saskatchewan. Il représente la circonscription d'Athabasca à titre de député du Nouveau Parti démocratique de 1975 à 1995.

## Biographie
Né à Big River, il déménage ensuite à Buffalo Narrows où il pêche, trappe et exploite un ranch de visons. Il est trois fois champion de boxe de Saskatchewan, ainsi qu'entraîneur au hockey, au baseball et en gymnastique, Il sert également comme instructeur de golf.
Durant sa carrière politique, il sert comme ministre du Développement économique dans le cabinet de Roy Romanow. Il est défait par le libéral, plus tard néo-démocrate, Buckley Bélanger en 1995.